# Corona Bamberg
Corona Bamberg OSB (* 18. April 1921 in Fürth als Irmgard Bamberg; † 3. Mai 2018 in Herstelle) war eine deutsche Benediktinerin der Abtei vom Heiligen Kreuz in Herstelle und Autorin.

## Leben
Von 1939 bis 1945 studierte Irmgard Bamberg Klassische Philologie, Germanistik und Philosophie. 1945 wurde sie zum Dr. phil. promoviert. Am 8. Juli 1945 desselben Jahres trat sie in die Abtei Herstelle/Weser ein und nahm den Ordensnamen Corona an. Am 24. Februar 1947 legte sie die Profess ab. Bamberg setzte sich in dieser Zeit unter anderem mit der Mysterientheologie Odo Casels (1886–1948) auseinander, der bis zu seinem Tod Spiritual des Klosters war. Maßgeblich sollte für Corona Bamberg vor allem der Chefredakteur der Zeitschrift „Geist und Leben“ Friedrich Wulf SJ (1908–1990) werden, den sie selbst als „spirituell[en] Berater und als Freund“ bezeichnete.
Von 1972 bis 1974 war sie Mitglied der Würzburger Synode. Ab 1981 war sie Mitglied der Bayerischen Benediktinerakademie und von 1991 bis 1998 war sie als Beraterin der Deutschen Bischofskonferenz tätig. Irmgard Bamberg verstarb im Mai 2018 im Alter von 97 Jahren in Herstelle bei Beverungen.

## Zitate
„Er [der Gott Jesu Christi] schenkt sich einem, der sich unter Seinem Blick vergisst, aber so zu seinem wahren Ich erwacht. Wie die Blume, die im Dunkeln unsichtbar bleibt, erst im Licht sichtbar wird, so etwa ergeht es dem Menschen im Licht des göttlichen Angeschaut-Werdens.“

## Werke (Auswahl)
- Frauenorden vor der Gegenwart – Überlegungen zu Standort und Funktion in der Kirche von heute. Pallotti-Verlag, Friedberg (Bayern) 1967.
- Was Menschsein kostet – Aus der Erfahrung des frühchristlichen Mönchtums gedeutet Echter Verlag, Würzburg 1971, ISBN 3-429-00206-0.
- Wer sich dem Anspruch stellt – Zum Gebetscharakter des Lebens. Echter Verlag, Würzburg 1976, ISBN 3-429-00430-6.
- In deiner Größe bin ich groß – Vom Sinn-Geheimnis des Menschen. Echter Verlag, Würzburg 1980, ISBN 3-429-00643-0.
- Unter der Führung des Evangeliums. Dem Gedächtnis Sankt Benedikts 480–1980, Echter Verlag, Würzburg 1982, ISBN 3-429-00675-9.
- Mönchtum in einer heimatlosen Welt. Echter Verlag, Würzburg 1984, ISBN 3-429-00893-X.
- Askese – Faszination und Zumutung. EOS-Verlag, St. Ottilien 2008, ISBN 978-3-8306-7329-3.
- Schauen – Gesichter der Gnade. EOS-Verlag, St. Ottilien 2013, ISBN 978-3-8306-7607-2.